# Charadai
Charadai é uma cidade da Argentina, localizada na província de Chaco.